# Transbajkal
Transbajkal (russisk: Забайкалье, tr. Zabajkale) eller Daurien (russisk: Даурия, tr. Daurija) er et bjergområde øst for Bajkalsøen i det sydøstlige Sibirien i Rusland.
Området strækker sig næsten 1.000 kilometer over Patomplateauet og Nordbajkal-plateauet i nord til den russiske grænse i syd. I retning øst-vest strækker området sig 1.000 kilometer fra Bajkalsøen til meridianen hvor de to floder Sjilka og Argun mødes.
I Russiske Kejserrige var Transbajkal en oblast med regionhovedstad først i Nertjinsk og senere i Tjita. I dag er det meste af området delt mellem Republikken Burjatia og Zabajkalskij kraj, mens en mindre del i nord ligger i Irkutsk oblast.